# Haddenhausen
Haddenhausen ist der Name eines Stadtteiles im Südwesten der Stadt Minden im Kreis Minden-Lübbecke in Nordrhein-Westfalen. Der Ort erstreckt sich südlich des Kleinflusses Bastau und nördlich des Wiehengebirges mit dem Haddenhauser Berg. Haddenhausen weist von allen Mindener Stadtteilen die geringste Bevölkerungsdichte auf. Die Siedlungsstruktur und der noch immer ländliche Charakter Haddenhausens ähneln eher den Ortsteilen am Fuße des Wiehengebirges der benachbarten Gemeinde Hille, als einem typischen Stadtteil Mindens. Daher ist es auch nicht überraschend, dass Haddenhausen kirchlich zur Pfarre Rothenuffeln gehört. 

## Geschichte
Haddenhausen gehörte bis zu den Napoleonischen Kriegen zur Vogtei Berg und Bruch im Amt Hausberge des Fürstentums Minden. Von 1807 bis 1810 war Haddenhausen Sitz des Kantons Haddenhausen im napoleonischen Satellitenstaat Königreich Westphalen. Von 1811 bis 1813 gehörte der Ort unmittelbar zu Frankreich und dort zur Mairie Bergkirchen im Arrondissement Minden des Departements der Oberen Ems. Haddenhausen fiel 1813 wieder an Preußen und kam 1816 zum neuen Kreis Minden. Im Kreis Minden bildete Haddenhausen eine Gemeinde im Amt Dützen.
Am 1. Januar 1973 wurde die Gemeinde Haddenhausen im Rahmen der Gebietsreform in die Stadt Minden eingegliedert. Haddenhausen hatte am 31. Dezember 2011 1622 Einwohner.

## Sehenswürdigkeiten

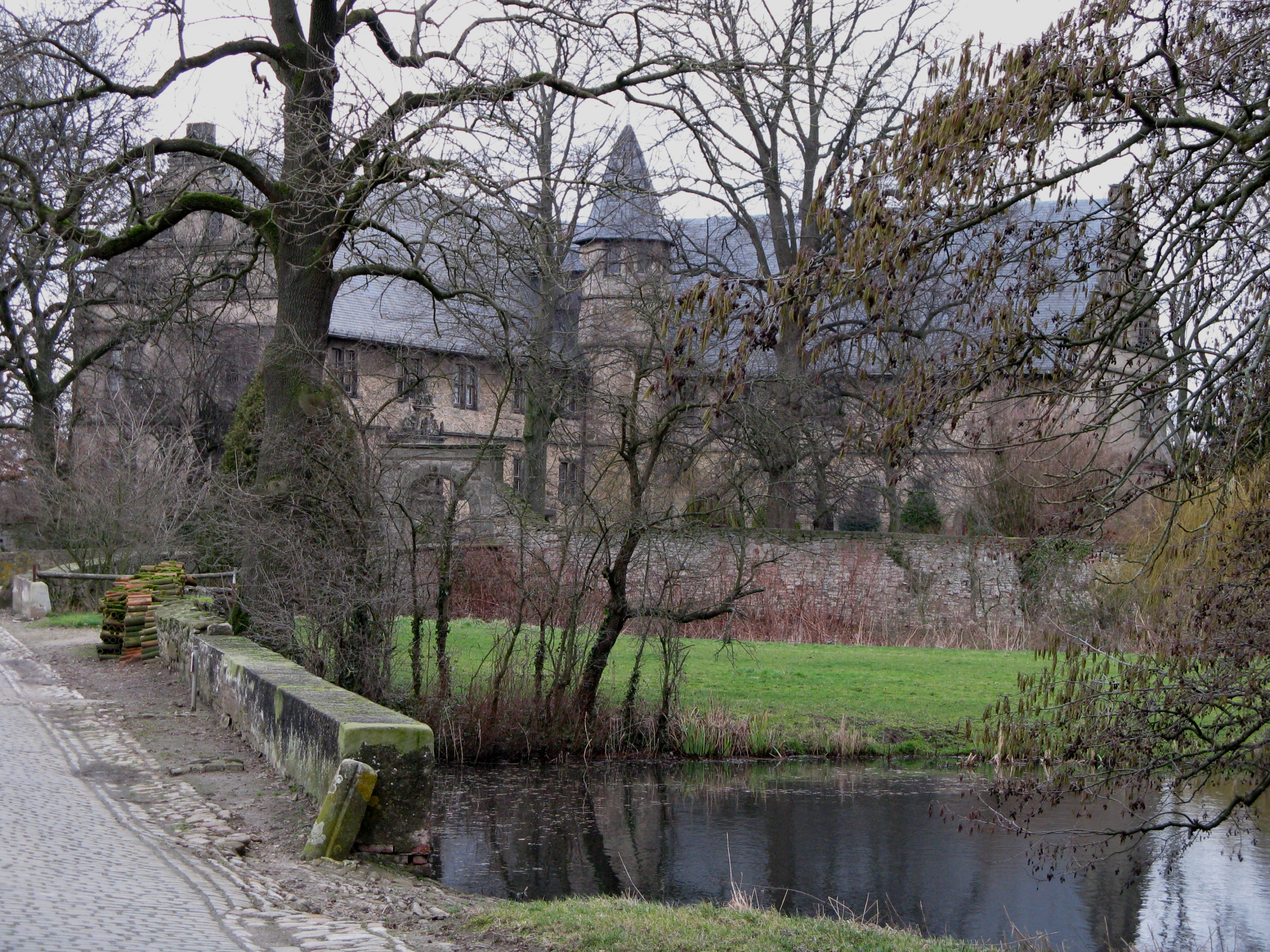
Schloss Haddenhausen

Sehenswürdigkeiten in Haddenhausen sind das Wasserschloss Haddenhausen und die dazugehörige Kapelle.
1254 erwarb der Bischof Wedekind I. von Minden den Ort. Ab 1385 war das Gut im Eigentum der Familie von Münchhausen. Um 1460 wurde das Gut in einer Fehde zwischen den Bischöfen von Minden und Osnabrück zerstört. Als die Reformation in Minden eingeführt wurde, wurde Johann v. Münchhausen zum Verfechter des Katholizismus und zettelte bewaffnete Konflikte mit der Stadt Minden an, die 1530 mit seiner Niederlage und der Zerstörung der Burg endeten.
Nach einigen innerfamiliären Besitzwechseln sowie schließlich einer Zerrüttung der Vermögensverhältnisse des letzten Besitzers Kurt, verkaufte dessen Bruder Hilmar d. J. von Münchhausen als Vormund für seine Neffen das Gut 1610 an seinen Schwiegersohn Johann von dem Bussche-Lohe. Die Eheleute Johann und Hedwig von dem Bussche ließen dann zwischen 1613 und 1616 das heutige Schloss im Stil der Weserrenaissance errichten, Baumeister war Eberhard Wilkening. Südlich des Schlosses liegen Wirtschaftsgebäude sowie die Kapelle aus dem frühen 17. Jahrhundert. Gut und Schloss befinden sich noch heute im Besitz einer Bussche'schen Familienstiftung.